# Châtenay-Malabry
Châtenay-Malabry ist eine französische Gemeinde mit 35.490 Einwohnern (Stand: 1. Januar 2022) im Département Hauts-de-Seine in der Region Île-de-France.

## Namensherkunft
Der Name Châtenay leitet sich mit großer Wahrscheinlichkeit vom lateinischen castellanum, das kleine Burgen oder römische Militärlager bezeichnen konnte, ab. Das würde auf eine Besiedlung im 1. oder 2. Jahrhundert verweisen, was durch archäologische Funde aus der gallorömischen Epoche untermauert wird. Bei Grabungen wurden zudem Objekte aus prähistorischer und keltischer Zeit entdeckt.
Früher wurde Châtenay von châtaignier, der Kastanienbaum, hergeleitet. Zwar befindet sich im Bereich der Gemeinde eine große Zahl von ihnen. Doch sind sie erst relativ spät in der Region anzutreffen.
Malabry könnte auf schlechten Boden oder ungünstiges Gelände (mauvais terrain) verweisen, denn tatsächlich gibt es eine Reihe von Abhängen dort.

## Geschichte
Der Ortsname Châtenay erscheint 829 zum ersten Mal im Polyptychon (Urbar) des Abtes von Sainte-Geneviève, Irminon, in dem er Castanetum cum ecclesia (Châtenay mit seiner Kirche) erwähnt. Das Gebiet gehörte bis zur Französischen Revolution zum Domkapitel der Kathedrale Notre-Dame de Paris.
Zwischen Châtenay und der Nachbarkommune Antony kam es 1936 zu einem umfangreichen Gebietsaustausch. Teile des Parc de Sceaux kamen zu Antony, dessen nordwestlicher Bereich demgegenüber an Châtenay überging.
Voltaire lebte nach seiner Verbannung aus Paris seit dem Beginn des Jahres 1719 bis zu seiner Rückkehr in das elterliche Haus, dem Château de la Roseraie, in Châtenay.

## Gegenwart
In Châtenay-Malabry befindet sich, umgeben von einem Park des gleichen Namens, die Vallée-aux-Loups, ein ehemals im Besitz von Chateaubriand befindliches Anwesen. Zudem liegt ein Teil des Naherholungsgebiets Forêt de Verrières in der Gemarkung Châtenay-Malabry, und der Parc de Sceaux grenzt im Osten an die Gemeinde.
Eine große Anzahl der Châtenaisiens lebt in Butte Rouge, dem am dichtesten besiedelten Stadtviertel. Diese Gartenstadt (Cité-Jardin) stellte eines der ersten seit 1950 zunächst in der Île-de-France errichteten HLMs dar; es handelt sich dabei um „Wohnungen mit gemäßigten Mieten“, also um eine Siedlung, die konsequent durch den sozialen Wohnungsbau bestimmt war.
Weiterhin befinden sich in Châtenay-Malabry die École Centrale Paris sowie mit der UFR de Pharmacie eine wissenschaftliche pharmazeutische Fakultät. Die Schnellfahrstrecke LGV Atlantique unterquert den Ort in der Coulée verte (wörtlich "grüner Strom"), einem ortsübergreifenden, langgestreckten Naherholungsgebiet über der unterirdischen Bahntrasse. Der nächstgelegene Bahnhof auf der Strecke ist Massy TGV, circa vier Kilometer südlich der Stadtgrenze von Châtenay-Malabry. Der nächste Anschluss an den Schienennahverkehr ist wenige Kilometer entfernt in der Nachbargemeinde Sceaux die Station Robinson entlang der Linie RER B, die von Châtenay-Malabry aus mit dem Bus erreicht werden kann. Die für 2023 geplante Linie 10 der Pariser Straßenbahn wird über das Gebiet der Gemeinde Châtenay-Malabry führen.
Die Pariser Ringautobahn A86 begrenzt das Gemeindegebiet nach Süden und durchquert im Westen des Ortsgebiets den Forêt de Verrières.
Seit dem 1. Januar 2003 gehört Châtenay-Malabry zum Gemeindeverband Communauté d’agglomération des Hauts-de-Bièvre und beherbergt auch dessen Verwaltungssitz.

## Baudenkmäler
Siehe: Liste der Monuments historiques in Châtenay-Malabry

## Städtepartnerschaften
Châtenay-Malabry pflegt Städtepartnerschaften mit
- Bergneustadt (Deutschland) seit 1967
- Landsmeer (Niederlande) seit 1986 (Bergneustadt und Landsmeer sind seit 1968 verbunden.)
- Wellington (Vereinigtes Königreich) seit 2001
- Kos (Griechenland), seit 2006
- Bracciano (Italien)

## Kultur
Châtenay-Malabry lautet der Titel eines erfolgreichen Chansons von Vincent Delerm.

## Persönlichkeiten
- Henri de Latouche (1785–1851), französischer Schriftsteller, gestorben in Châtenay-Malabry
- Sully Prudhomme (1839–1907), französischer Schriftsteller, gestorben in Châtenay-Malabry
- Emmanuel Mounier (1905–1950), christlicher französischer Philosoph, gestorben in Châtenay-Malabry
- Jean Fautrier (1898–1964), französischer Künstler, gestorben in Châtenay-Malabry
- André Martinet (1908–1999), französischer Sprachwissenschaftler, gestorben in Châtenay-Malabry
- Paul Ricœur (1913–2005), christlicher französischer Philosoph, gestorben in Châtenay-Malabry
- Robert Jonquet (1925–2008) unternahm hier seine ersten fußballerischen Schritte
- Philippe Gaudrillet (* 1936), Radrennfahrer, geboren in Châtenay-Malabry
- Jean-Yves Camus (* 1958), geboren in Châtenay-Malabry
- Christophe Lambert (* 1969), französischer Schriftsteller
- Daniel Zimmermann (* 1974), französischer Jazz- und Fusionmusiker
- Grégoire Colin (* 1975), französischer Schauspieler, geboren in Châtenay-Malabry
- Hind Meddeb (* 1978), Journalistin und Dokumentarfilmregisseurin
- Jérôme Rothen (* 1978), französischer Fußballspieler, geboren in Châtenay-Malabry
- Estelle Youssouffa (* 1978), französische Politikerin
- Habib Bamogo (* 1982), französisch-burkinischer Fußballspieler, in Châtenay-Malabry aufgewachsen
- Benoît Millot (* 1982), Fußballschiedsrichter
- Aurélie Valognes (* 1983), Romanautorin
- Ségolène Amiot (* 1986), Politikerin (Nupes)
- Nelly Banco (* 1986), Sprinterin
- Hatem Ben Arfa (* 1987), französisch-tunesischer Fußballspieler, in Châtenay-Malabry aufgewachsen
- Audrey Deroin (* 1989), Handballspielerin
- Duckens Nazon (* 1994), haitianischer Fußballspieler, geboren in Châtenay-Malabry
- Allan Saint-Maximin (* 1997), französischer Fußballspieler, geboren in Châtenay-Malabry